# Barkarola
Barkarola (wł. barca – czółno; także gondoliera) – typ pieśni śpiewanej przez gondolierów, a także wywodząca się od niej instrumentalna forma muzyczna, niekiedy o cechach miniatury.
Charakteryzuje ją wykorzystanie środków wariacyjnych, umiarkowane tempo oraz takt dwudzielny {\displaystyle {\tfrac {6}{8}}.} Rytm akompaniamentu często przybiera postać ostinata naśladującego ruch wioseł lub kołysanie łodzi. Forma ta stała się szczególnie popularna w XVIII i XIX wiecznej twórczości operowej (Les Fêtes vénitiennes Andréa Campry, Ré Theodoro Giovanniego Paisiella, Oberon Carla Marii von Webera,
Zampa Ferdinanda Hérolda, La Muette de Portici i Fra Diavolo Daniela Aubera, Wilhelm Tell Gioacchina Rossiniego, Les contes d’Hoffmann Jacques’a Offenbacha, Otello Giuseppe Verdiego), a także w romantycznej literaturze fortepianowej, gdzie można znaleźć ją u Fryderyka Chopina (Barkarola Fis-dur op. 60), Ferenca Liszta (Venezia e Napoli z tematem pochodzącym z weneckiej pieśni La Riodina in Gondoletta Giovanniego Battisty Perucchiniego) czy Felixa Mendelssohna-Bartholdy’ego (nr 6, 12 i 29 z Pieśni bez słów). Według Hermanna Kretzschmara większość arii Francesca Cavalliego posiada rytm barkaroli.